# Vereinödung
Die Vereinödung war eine frühneuzeitliche Form der Flurbereinigung. Ein Hof, dessen Äcker überwiegend weit außerhalb des Ortes lagen, wurde aus dem Ort heraus in die Feldmark verlegt. Die Äcker wurden in der Nähe des neuen Standorts verkoppelt.
Erste Vereinödungen wurden Mitte des 16. Jahrhunderts im Gebiet des Fürststifts Kempten durchgeführt.
Durch die Maßnahme sollte eine zweckmäßigere Lage des Hofes zum Nutzland erreicht werden. Die bis dahin vorherrschende, durch Erbteilungen zersplitterte, kleinräumige Gewannflur, bei der die Felder eines Hofes weiträumig verteilt und außerdem in Gemengelage mit denen anderer Höfe lagen, wurde durch eine Blockflur abgelöst, bei der die gesamten Ländereien eines Bauernhofes in unmittelbarer Nähe des Hofes lagen. Meist wurde bei Vereinödungen nicht nur das Ackerland neu verteilt; auch die Allmendflächen, oft weit entfernt von den Dörfern und dementsprechend wenig genutzt, wurden aufgeteilt.
Ein mindestens ebenso wichtiges Ziel war die Herabsetzung der Brandgefahr in den engen Orten. Die geschlossene Siedlungsweise wurde durch Einzelhofsiedlungen abgelöst.
Beispiele gibt es neben vielen anderen im Allgäu, in Gunzesried, Altusried oder Wiggensbach, aber auch auf dem Gebiet der Stadt Kempten mit ihren 155 amtlich benannten Gemeindeteilen, die überwiegend Einöden oder Weiler sind.
Als gegenläufiger Prozess kann die Verdorfung angesehen werden.